# HD 214979
HD 214979，又名BD+30 4771，SAO 72625、HR 8638，是一颗恒星，视星等为6.34，位于銀經92.62，銀緯-24.15，其B1900.0坐标为赤經22h 36m 50.9s，赤緯+30° -24.15′ 36″。